# Gelnica
Gelnica is een Slowaakse gemeente in de regio Košice, en maakt deel uit van het district Gelnica.
Gelnica telt 6213 inwoners.

## Geschiedenis
Het gebied van Gelnica was al in prehistorische tijd bewoond. In het midden van de 13e eeuw verkreeg het stadsrechten. Het was een welvarende mijnbouwstad, waar zilver, koper, lood en kwik werd gewonnen. In de middeleeuwen was de stad een centrum van Duitse kolonisatie en nog in 1910 vormden de afstammelingen van Duitse kolonisten de meerderheid van de bevolking. Na 1945 werd de Duitsstammige bevolking verdreven.

## Stadsbeeld
Gelnica heeft enkele oude woonhuizen en openbare gebouwen. Het middeleeuwse kasteel, op een heuvel ten westen van de stad, brandde in 1695 af en is sindsdien een ruïne. De gotische parochiekerk en het in renaissance-stijl gebouwde (oude) raadhuis zijn beide in barokstijl gemoderniseerd. De stad ligt aan de Hlinec en heeft drie bruggen over deze rivier. De oudste is een stenen brug uit de 19e eeuw.

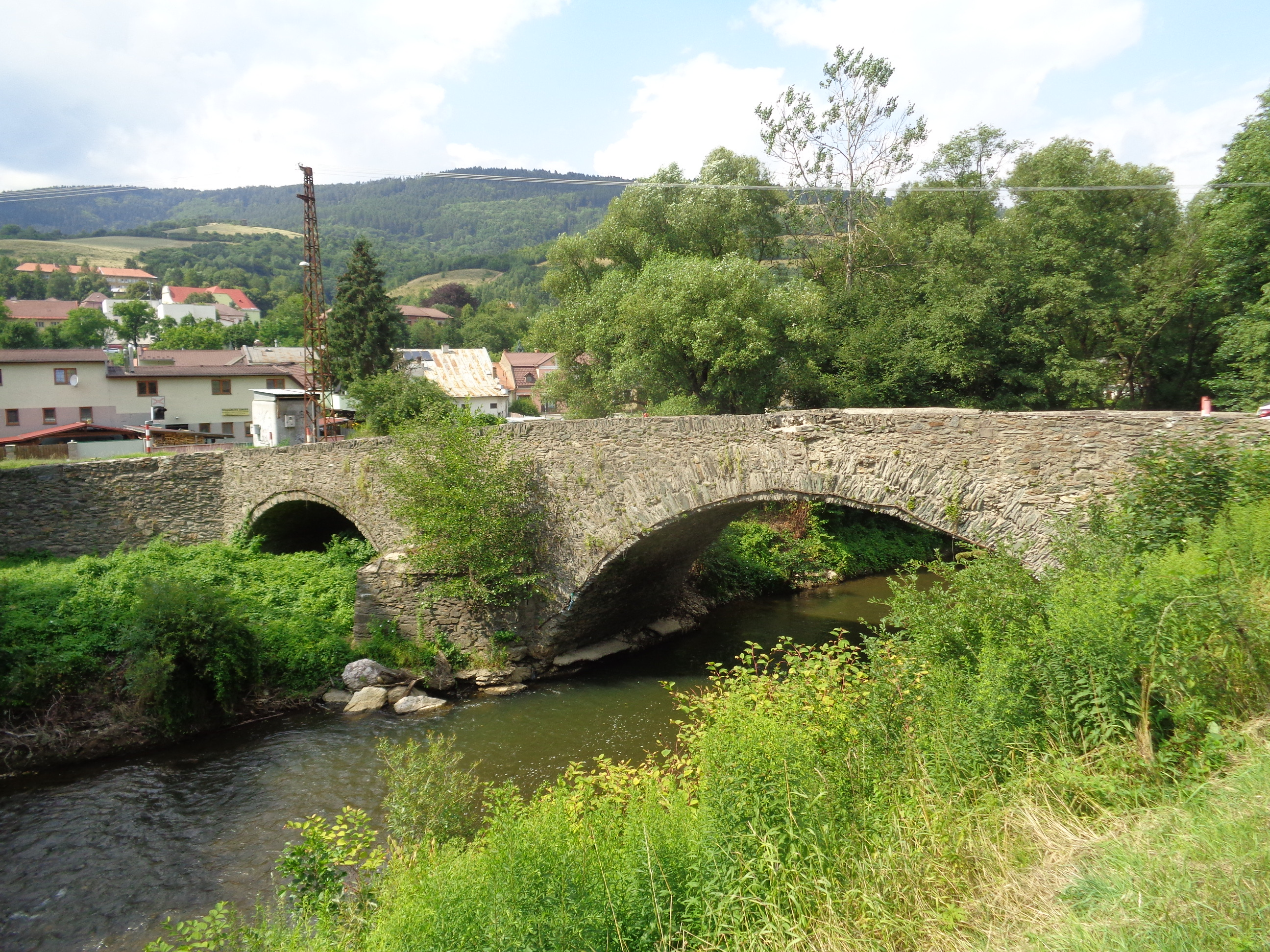
Oude brug over de Hlinec

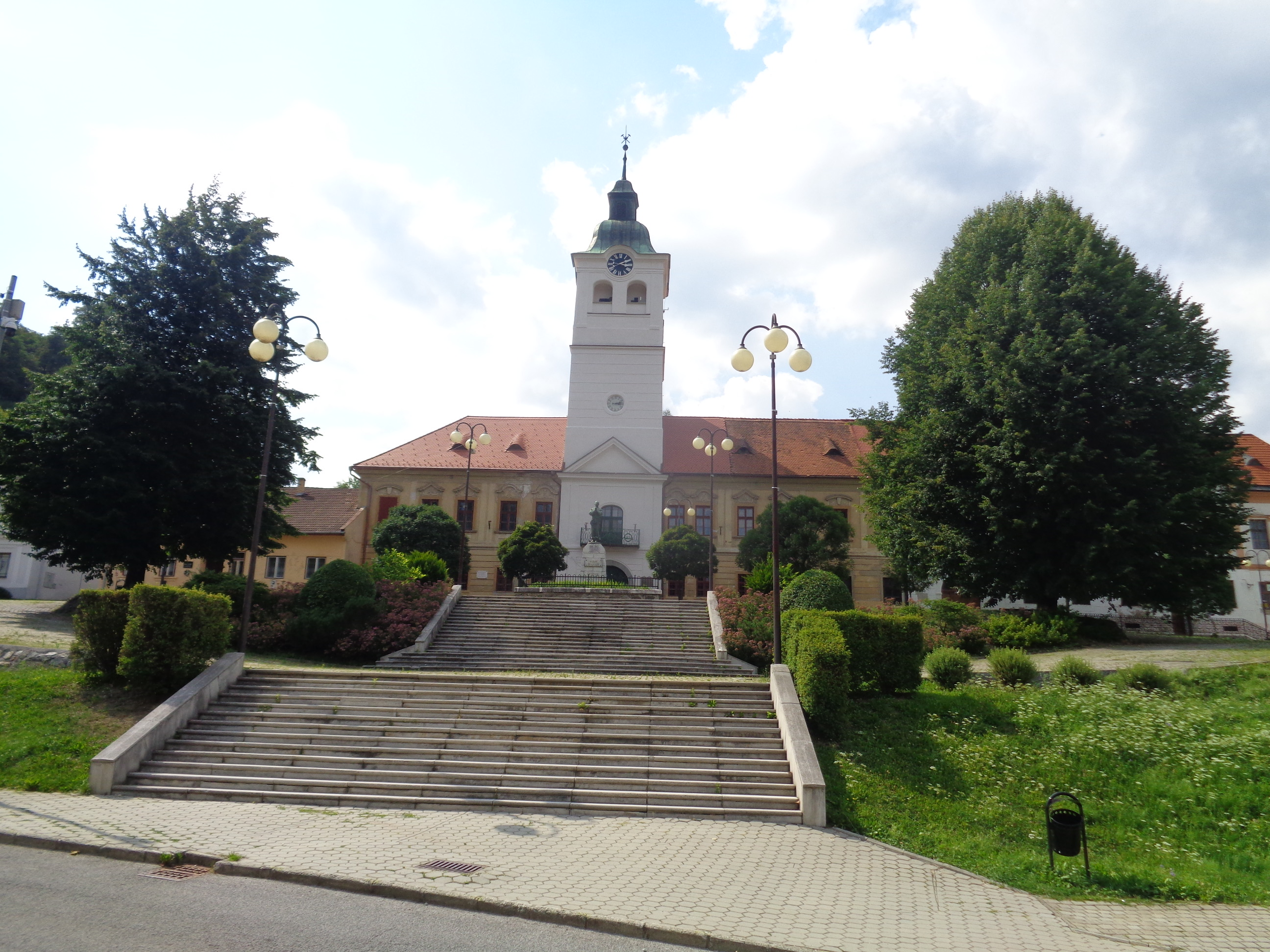
Oude raadhuis, tegenwoordig mijnbouwmuseum

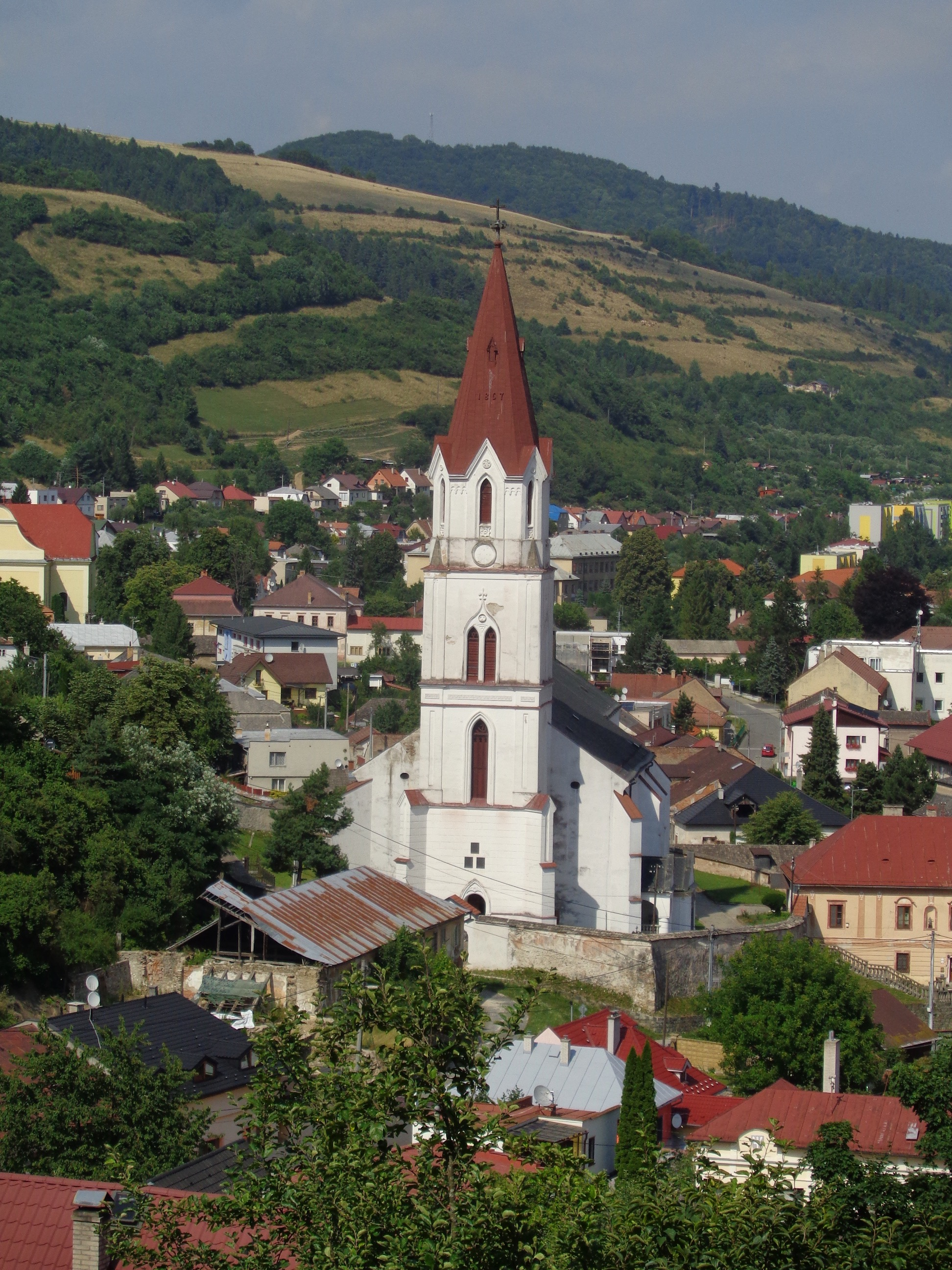
Maria Hemelvaartskerk, gezien vanaf het kasteel

## Geboren
- Gusztáv Gratz (1875-1946), Hongaars minister

## Stedenbanden
- Gennep, Nederland

Gelnica · Helcmanovce · Henclová · Hrišovce · Jaklovce · Kluknava · Kojšov · Margecany · Mníšek nad Hnilcom · Nálepkovo · Prakovce · Richnava · Smolnícka Huta · Smolník · Stará Voda · Švedlár · Úhorná · Veľký Folkmar · Závadka · Žakarovce